# 용문객잔
용문객잔(龍門客棧, Dragon Gate Inn)은 대만에서 제작된 호금전 감독의 1967년 액션 영화이다. 석준 등이 주연으로 출연하였고 장도연 등이 제작에 참여하였다. 알려진 다른 제목은 용문의 결투이다.
대한민국은 「삼성필림」이 수입하여 1968년 1월 13일 피카디리극장에서 「용문의 결투」 제목으로 개봉했다.

## 출연

### 주연
- 석준
- 백응

### 조연
- 상관령봉
- 묘천
- 설한
- 조건
- 고명
- 갈소보
- 고비
- 전붕
- 한영걸
- 만중산
- 서풍
- 유초
- 노직
- 장윤문
- 문천
- 이걸
- 제위
- 여계공
- 서요광
- 아자
- 반요곤
- 서이우

## 제작진
- 출품인: 사영봉
- 제작부장: 양세경
- 조명: 지학복
- 기록: 묘천
- 조감독: 도충훈
- 녹음: 장화
- 미술: 추지량
- 소품: 홍화랑
- 분장: 오서청
- 의상: 이가지
- 무술감독: 한영걸

## 같이 보기
- 대만 영화